# 尹正虎
尹 正虎（ユン・ジョンホ、朝鮮語: 윤정호）は、朝鮮民主主義人民共和国の政治家。天道教青友党中央委員会副委員長、檀君民族協議会副会長。

## 経歴
出生地や生年月日、2013年頃までの経歴は不明。2013年に平壌直轄市にある檀君陵で行われた建国記念行事に檀君民族統一協議会副会長として参加し、記念報告を行った。2014年1月12日に同年3月9日に実施される最高人民会議第13期代議員選挙の中央選挙管理委員会委員に任命された。同年10月3日には開天節南北民族共同行事に南側のキム・サムヨル檀君民族統一協議会常任代表らと参加した。
2016年5月に開かれた朝鮮労働党第7次大会を記念した市民パレードに招待された。